# Класи ет Тјере
Класи ет Тјере (фр. Clacy-et-Thierret) насеље је и општина у североисточној Француској у региону Пикардија, у департману Ен (Пикардија) која припада префектури Лаон.
По подацима из 2011. године у општини је живело 341 становника, а густина насељености је износила 81,0 становника/km². Општина се простире на површини од 4,21 km². Налази се на средњој надморској висини од 68 метара (максималној 82 m, а минималној 63 m).

## Демографија
| 1962. | 1968. | 1975. | 1982. | 1990. | 1999. | 2011. |
| ----- | ----- | ----- | ----- | ----- | ----- | ----- |
| 261   | 360   | 372   | 342   | 359   | 304   | 341   |

График промене броја становника у току последњих година